# Mayme Kelso
Kelso Mayme (Columbus, 28 febbraio 1867 – South Pasadena, 5 giugno 1946) è stata un'attrice statunitense teatrale e cinematografica. Per il cinema, lavorò esclusivamente all'epoca del muto.

## Filmografia
- Little Red Riding Hood, regia di James Kirkwood e da George Loane Tucker - cortometraggio (1911)
- The Weight of a Feather - cortometraggio (1912)
- Human Hearts, regia di Otis Turner - cortometraggio (1912)
- Our Mutual Girl, regia di Oscar Eagle, Lawrence B. McGill, John W. Noble, Walter Stanhope - serial (1914)
- Samson, regia di J. Farrell MacDonald (1914)
- The Three of Us, regia di John W. Noble (1914)
- Dr. Rameau, regia di Will S. Davis (1915)
- The Bigger Man, regia di John W. Noble (1915)
- The Family Stain, regia di Will S. Davis (1915)
- One Million Dollars, regia di John W. Noble (1915)
- The Warning, regia di Edmund Lawrence (1915)
- Castles for Two, regia di Frank Reicher (1917)
- Man and His Angel, regia di Burton L. King (1916)
- Slander, regia di Will S. Davis (1916)
- Lost and Won, regia di Frank Reicher e (non accreditato) Cecil B. DeMille (1917)
- Those Without Sin, regia di Marshall Neilan (1917)
- Castles for Two. regia di Frank Reicher (1917)
- The Cost of Hatred, regia di George Melford (1917)
- The Primrose Ring, regista di Robert Z. Leonard (1917)
- The Silent Partner, regia di Marshall A. Neilan (1917)
- Rebecca of Sunnybrook Farm, regia di Marshall Neilan (1917)
- The Secret Game, regia di William C. de Mille (1917)
- The Widow's Might, regia di William C. de Mille (1918)
- The Things We Love, regia di Lou Tellegen (1918)
- Sospetto tragico (The Honor of His House), regia di William C. deMille (1918)
- The White Man's Law, regia di James Young (1918)
- Old Wives for New, regia di Cecil B. DeMille (1918)
- The Cruise of the Make-Believes, regia di George Melford (1918)
- His Birthright, regia di William Worthington (1918)
- Mirandy Smiles, regia di William C. de Mille (1918)
- The Mystery Girl, regia di William C. de Mille (1918)
- Cheating Cheaters, regia di Allan Dwan (1919)
- In for Thirty Days, regia di Webster Cullison (1919)
- You Never Saw Such a Girl, regia di Robert G. Vignola (1919)
- Una moglie per scommessa (Experimental Marriage), regia di Robert G. Vignola (1919)
- Johnny Get Your Gun, regia di Donald Crisp (1919)
- Men, Women, and Money, regia di George Melford (1919)
- A Very Good Young Man, regia di Donald Crisp (1919)
- Why Smith Left Home, regia di Donald Crisp  (1919)
- Maschio e femmina (Male and Female), regia di Cecil B. DeMille (1919)
- Peg o' My Heart, regia di William C. de Mille (1919)
- Perché cambiate moglie? (Why Change Your Wife?), regia di Cecil B. DeMille (1920)
- Jack Straw, regia di William C. de Mille (1920)
- Don't Ever Marry, regia di Victor Heerman, Marshall Neilan (1920)
- Simple Souls, regia di Robert Thornby (1920)
- The Week-End, regia di George L. Cox (1920)